# 마지막 인간
마지막 인간(독일어: Letzter Mensch 레츠터 멘슈[*])은 철학자 프리드리히 니체의 저서 《차라투스트라는 이렇게 말했다》에서 나온 개념이다. 우월한 위버멘슈와는 다르게 각오가 없고 편안한 안락함과 안위를 추종하는 자로 정의한다.
마지막 인간은 《차라투스트라는 이렇게 말했다》의 차라투스트라의 머리말에서 관중으로 등장한다. 작중의 관중들은 차라투스트라가 설파하는 위버멘슈를 거부하며, 오히려 비웃고는 몰아낸다. 차라투스트라는 결국 삶의 방식으로서 위버멘슈를 이끌어내는 데에 실패하고, 관중들은 차라투스트라의 말한 그대로 가장 경멸스러운 삶의 방식인 마지막 인간이기를 택한다. 이러한 관중의 선택은 곧 차라투스트라에게 실망과 상심을 불렀다.
니체는 마지막 인간이 서구를 비롯해 현대 사회 문명에서 그들 스스로 형성한 종착지라고 한다. 마지막 인간의 삶은 곧 안위와 평화다. 그들은 법과 복종의 차이에 대해 무심하고, 극도로 나약하거나 한심없기 그지 없는 자들이라 한다. 사회 갈등과 분출은 미미하고, 모든 개인의 삶들은 평등하고도 조화로운 피상을 추구한다. 그들은 도저히 참신함과 유동하는 사회나 생각은 엿볼 수가 없고, 주체과 창조는 억압된다.
니체는 마지막 인간의 사회가 건강한 개인과 최상의 삶을 곧 퇴폐적이고 저질스럽게 변질될 것을 염려했다. 마지막 인간은 오로지 극단적인 개인주의나 발전 없는 민족주의, 혹은 감수할 태도가 없는 형세를 유지하거나 그저 소소히 수익을 얻으며 안락에 찬 여생을 보내기만을 바라는 부류의 사람들이라고 한다. 마지막 인간의 사회는 힘에의 의지와는 반대되며, 온 우주와 삶속에서 발생하는 능력과 발산이 인간의 본성에 가려져 제 발휘할 수가 없게 된다고 한다.
마지막 인간은 니체가 예측한 허무주의에 대한 반응의 한 면모이다. 그러나 이것만으로 신은 죽었다는 의미가 전부 설명되지는 않는다.

## 같이 보기
- 잉여인간 (러시아)